# サキシマスベトカゲ
サキシマスベトカゲ（Scincella boettgeri）は、爬虫綱有鱗目トカゲ科スベトカゲ属に分類されるトカゲ。

## 分布
日本（宮古列島、八重山列島）固有種

## 形態
全長8-13センチメートル。胴体中央部の斜めに列になった背面の鱗の数（体列鱗数）は28か30。体側面に白く縁取られた黒褐色の縦縞が入る。
四肢は短く、指趾は細長い。第4指および第4趾腹面の鱗（指下板、趾下板）は14-16枚。

## 生態
平地にある森林やその周辺に生息する。地表棲で、堆積した落ち葉や木の枝（リッター層）の中で生活する。昼行性だが、夏期の高温時には夜間に活動することもある。
食性は動物食で、昆虫、土壌動物などを食べる。
繁殖形態は卵生。3-7月に1回に4-11個の卵を産む。